# Auguste de Wurtemberg

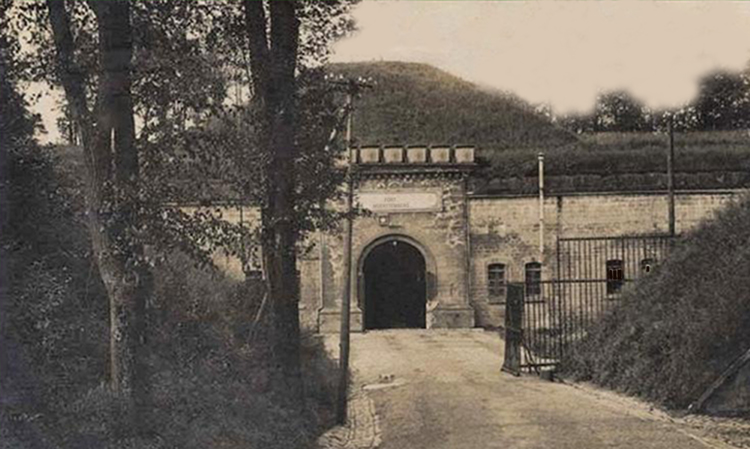
Fort Prince Auguste de Wurtemberg

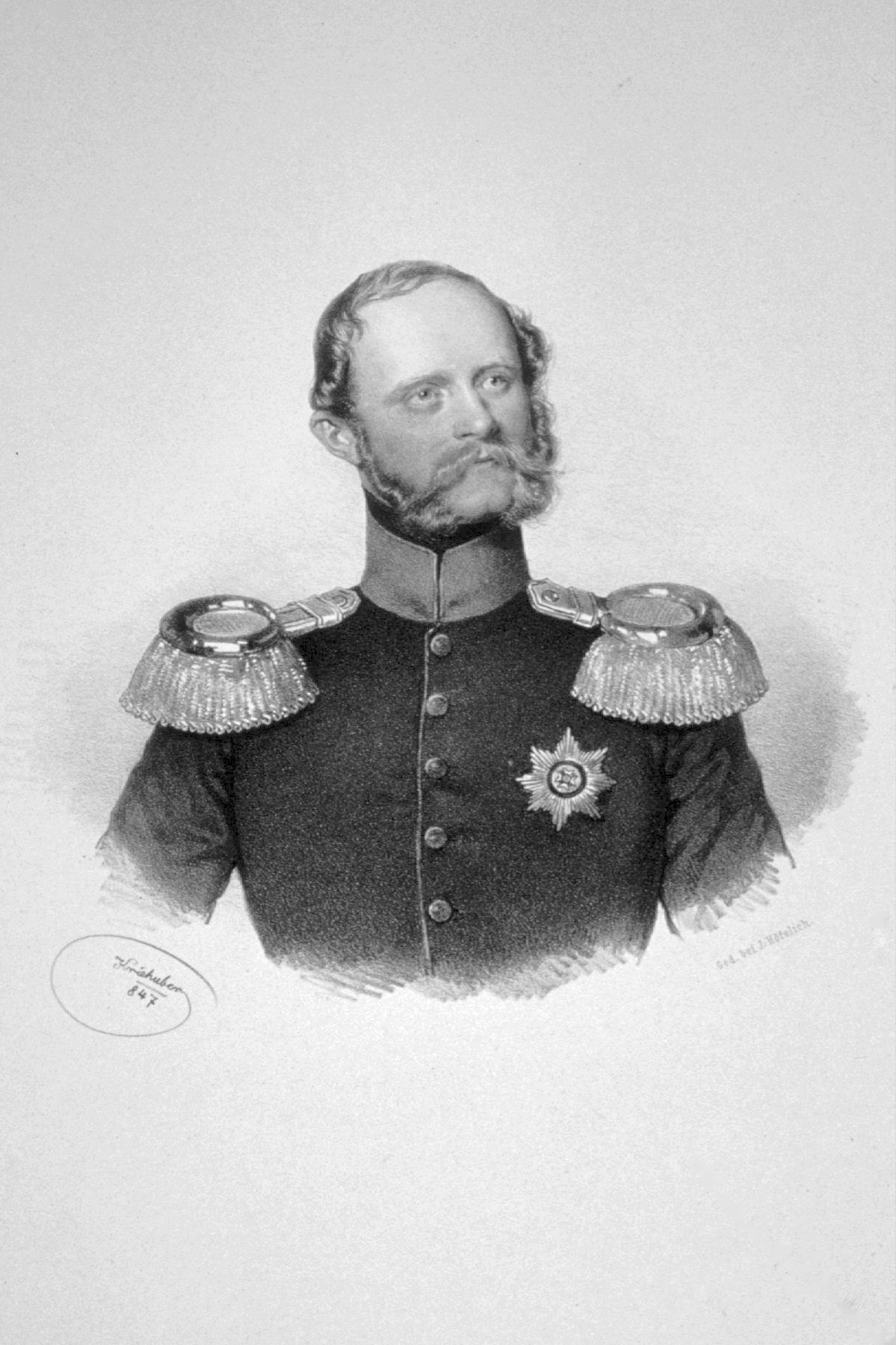
Prince Auguste sur une lithographie de 1847

Frédéric-Auguste-Eberhard de Wurtemberg (né le 24 janvier 1813 à Stuttgart et mort le 12 janvier 1885 à Zehdenick) est un colonel général prussien de cavalerie avec le grade de maréchal et général commandant du corps de la Garde pendant plus de 20 ans.

## Biographie
Le prince Auguste de Wurtemberg est le plus jeune fils du prince Paul de Wurtemberg (1785-1852), le frère du roi Guillaume Ier et la princesse Charlotte de Saxe-Hildburghausen (1787-1847). À l'âge de 16 ans, il reçoit la Grand-croix de l'Ordre de la Couronne de Wurtemberg en tant que sous-lieutenant dans l'armée wurtembergeoise et, le 10 janvier 1831, il est promu Rittmeister de 2e classe dans le 1er régiment de cavaliers.
En avril 1831, avec l'approbation de son oncle, le roi de Wurtemberg, il passe au service prussien. Là, il est d'abord affecté au régiment des Gardes du Corps et déjà un an plus tard, il est promu major. Promu lieutenant-colonel le 30 mars 1836 et colonel le 30 mars 1838, Auguste de Wurtemberg reçoit le 8 février 1840 le commandement du régiment de cuirassiers de la Garde pendant quatre ans. Promu major général le 30 mars 1844, il prend le commandement de la 1re brigade de cavalerie de la Garde le même jour, et le 4 avril 1850, il est promu lieutenant général. Avec une brève interruption de deux ans, pendant laquelle il commande la 7e division d'infanterie à Magdebourg, il reste fidèle à la cavalerie. Le 5 août 1856, il prend la direction de la division de cavalerie de la Garde, et du 19 février au 18 septembre 1857, il a le commandement de la 2e division de la garde. Le 19 septembre 1857, Auguste de Wurtemberg devient général commandant de la 3e corps d'armée, mais change de poste dès le 3 juin 1858 et devient commandant du corps de la Garde. Il occupe ce poste pendant plus de 20 ans.
Dans la guerre austro-prussienne de 1866, il fait partie de l'armée du prince héritier Frédéric-Guillaume et, en tant que général de la cavalerie, il commande le corps de la Garde lors des batailles victorieuses de Soor et de Burkersdorf. Lors de la bataille de Sadowa le 3 juillet 1866, l'occupation de Chlum par ses unités est décisive dans la bataille. Cependant, son chef d'état-major très compétent, le lieutenant-colonel Ferdinand von Dannenberg, joue un rôle majeur dans les victoires. Après la campagne, le roi de Prusse Guillaume Ier lui décerne l'Ordre Pour le Mérite et l'a nommé chef du 10e régiment d'uhlans (pl) à Züllichau, qui après sa mort, porte également le nom du prince du 27 janvier 1889 jusqu'à sa dissolution en 1919. 
Dans la guerre franco-prussienne, le corps de la Garde participé à la bataille de Saint-Privat le 18 août 1870. Dans la bataille, la grande unité subit des pertes considérables, qui auraient pu être évitées. L'attaque à travers la large plaine est précipitée et sans soutien d'artillerie. Même l'encerclement ultérieur de l'ennemi par les troupes saxonnes n'a donc pas pu être exploité. Le corps de la Garde est affecté à l'armée de la Meuse (de) du prince héritier Albert de Saxe et prend part à la bataille de Sedan et au siège de Paris. Dans cette campagne également, le chef de son état-major est Ferdinand von Dannenberg, qui a été nommé général. Pour ses services dans cette guerre, il reçoit une dotation de 100 000 thalers.
August von Württemberg représente son cousin, le roi Charles, à la proclamation impériale à Versailles (de) le 18 janvier 1871,. Après la fin de la guerre, il reste à la tête du corps de la Garde et reçoit du roi de Prusse les feuilles de chêne pour l'ordre Pour le Mérite et les deux classes de la Croix de fer. Le 2 septembre 1873, il est nommé colonel général de la cavalerie avec le grade de maréchal général. En tant que successeur du maréchal général Frédéric von Wrangel, il reçoit le Haut commandement des Marches en juin 1878. Le 24 août 1882, il demande sa mise à la retraite du service actif, ce qui lui est accordé lorsqu'il est décoré de l'Ordre de l'Aigle noir avec diamants.
Au cours d'une partie de chasse à Zehdenick près de Berlin, Auguste de Wurtemberg décède le 12 décembre. Janvier 1885. Le service funèbre a lieu quatre jours plus tard dans l'église de la garnison de Berlin. Il est transféré à Louisbourg et enterré dans la crypte familiale dans l'église du château.
Le forteresse prince Auguste de Wurtemberg, plus tard Saint-Privat (1872-1875), de la forteresse de Metz porte son nom; également à Berlin en 1898, la Prinz-August-von-Württemberg-Strasse adjacente à la caserne des cuirassiers de la Garde au champ de Tempelhof (aujourd'hui surmontée par Columbiadamm).

## Noble du Wurtemberg
En tant que prince de la maison royale, Auguste de Wurtemberg est député de la Chambre des seigneurs de Wurtemberg (de) depuis 1830, mais ne participe jamais à ses réunions. Il est représenté par d'autres membres de la Chambre, plus récemment par Andreas von Renner (de).

## Famille
Auguste de Wurtemberg a une fille, Catherine-Hélène (1865-1938), avec Marie Bethge (1830-1869), qui est élevée à la noblesse sous le nom de « Dame de Wardenberg » en 1868. Catherine-Hélène de Wardenberg épouse le capitaine et plus tard général de l'infanterie Dedo von Schenck (1853-1918) à Berlin en 1884.